# Димитър Филипов
Димитър Филипов е български духовник и революционер, деец на Вътрешната македоно-одринска революционна организация.

## Биография
Димитър Филипов е роден в леринското село Арменско, тогава в Османската империя, днес в Гърция. Неговият брат Анастас Филипов е активен член на Македонската патриотична организация. Димитър Филипов се присъединява към ВМОРО, но през 1902 година е затворен в битолския затвор от турските власти. В османските документи пише: Митре Филип, българин, православен, обвинен в „тайна преписка с българската бунтовническа организация“, осъден от Извънредния съд на 5 години каторга, лежал в Битолския затвор, амнистиран с общата амнистия от 12 април 1904 година.
През 1913 година свещеник Димитър Филипов е арестуван от гръцките власти и е затворен за година в Еди куле, Солун. През 1914 година е насилствено интерниран в България, след което живее в троянското село Ломец.